# NGC 3769A
NGC 3769A (другие обозначения — MCG 8-21-77, ZWG 242.66, ARP 280, KCPG 294B, IRAS11350+4809, PGC 36008) — галактика в созвездии Большая Медведица.
Этот объект не входит в число перечисленных в оригинальной редакции «Нового общего каталога» и был добавлен позднее.
Галактика NGC 3769A входит в состав группы галактик M109. Помимо NGC 3769A в группу также входят ещё 42 галактики.